# 白花伏地杜鹃
白花伏地杜鹃（学名：Chiogenes suborbicularis var. albiflorus）为杜鹃花科伏地杜鹃属下的一个变种。

## 扩展阅读
- 維基物種上的相關：白花伏地杜鹃